# روز جهانی معماری

روز جهانی معماری نخستین دوشنبه ماه اکتبر هر سال است که مصادف با روز جهانی اسکان بشر است. این روز از سوی اتحادیه بین‌المللی معماران (UIA) بدین عنوان نام‌گذاری و مشخص شده‌است.

## تاریخچه
اتحادیه بین‌المللی معماران از سال ۲۰۰۵ با هدف «یادآوری به جهانیان برای مسئولیت جمعی‌شان برای آینده سکونت بشر» نخستین دوشنبه ماه اکتبر هر سال را به عنوان روز بین‌المللی معماری نام‌گذاری کرد. این روز پیش از این به عنوان روز جهانی اسکان بشر از سال ۱۹۸۶ از سوی سازمان ملل متحد نام‌گذاری شده‌بود. هر ساله در این روز مراسم‌هایی در رابطه با حق انسان‌ها در رابطه با داشتن مسکن مناسب و نیز همایش‌هایی در رابطه با معماری برگزار می‌شود.